# Бедардов олинго
Бедардов олинго (лат. Bassaricyon beddardi) је пре најновије ревизије рода олинго (Bassaricyon) из породице ракуни (Procyonidae), сматран посебном врстом. Међутим, након ревизије, сматра се млађим синонимом врсте источни планински олинго (Bassaricyon alleni).

## Распрострањење и станиште
Ареал врсте је ограничен на мањи број држава. Врста има станиште у Бразилу, Венецуели и Гвајани. Станишта врсте су шуме и планине.

## Угроженост
Ова врста је наведена као последња брига, јер има широко распрострањење и честа је врста.